# Anopheles nuneztovari
Anopheles nuneztovari é um mosquito pertencente ao género Anopheles, que tem como ambiente preferencial a floresta amazônica, sendo assim essencialmente da América do Sul. Seu criadouro é composto de água doce e turvas em pouca ou media quantidade que sejam exposta, totalmete ou parcialmete, ao sol, como poças que sejam feitas por patas de algum animal ou rodas de carros a pequenos lagos. Se acredita que exista de duas populações alopátricas deste mosquito. É importante transmissor da malária na Venezuela, Colômbia e Peru, mas no Brasil é considerado ainda como vetor secundário.

## Referência bibliográfica
- Consoli RAGB, Lourenço-de-Oliveira R. (1994). "Principais mosquitos de importância sanitária no Brasil" (PDF)  . Editora Fundação Instituto Oswaldo Cruz, Rio de Janeiro, Brasil.